# Shuangfeng, Chongqing
Shuangfeng (kinesiska: 双凤, 双凤镇)  är en köping i sydvästra Kina. Den ligger i stadsdistriktet Hechuan i storstadsområdet Chongqing, omkring 53 kilometer norr om det centrala stadsdistriktet Yuzhong. Antalet invånare är 33 282. Befolkningen består av 15 960 kvinnor och 17 322 män. Barn under 15 år utgör 14,0 %, vuxna 15-64 år 70 %, och äldre över 65 år 15,0 %.